# American Music Awards 1997
Die 24. American Music Awards wurden von der American Broadcasting Company (ABC) am 27. Januar 1997 ausgestrahlt. Die Veranstaltung fand im Shrine Auditorium in Los Angeles, Kalifornien statt. Die Moderation übernahm Sinbad.
Die meisten Preise gewannen Toni Braxton, Alanis Morissette und Whitney Houston mit je zwei Awards. Mariah Carey führte mit fünf Nominierungen zwar die Nominierungsliste an, ging bei der Verleihung aber leer aus.

## Gewinner und Nominierte
| Subkategorie                          | Sieger                                 | Nominierungen                                              |
| Pop/Rock Category                     | Pop/Rock Category                      | Pop/Rock Category                                          |
| ------------------------------------- | -------------------------------------- | ---------------------------------------------------------- |
| Favorite Pop/Rock Male Artist         | Eric Clapton                           | Bryan Adams Seal                                           |
| Favorite Pop/Rock Female Artist       | Alanis Morissette                      | Mariah Carey Celine Dion                                   |
| Favorite Pop/Rock Band/Duo/Group      | Hootie and the Blowfish                | Fugees Dave Matthews Band                                  |
| Favorite Pop/Rock Album               | Alanis Morissette – Jagged Little Pill | The Beatles – Anthology Mariah Carey – Daydream            |
| Favorite Pop/Rock New Artist          | Jewel                                  | Donna Lewis No Doubt                                       |
| Soul/R&B Category                     |                                        |                                                            |
| Favorite Soul/R&B Male Artist         | Keith Sweat                            | D’Angelo R. Kelly                                          |
| Favorite Soul/R&B Female Artist       | Toni Braxton                           | Brandy Mariah Carey                                        |
| Favorite Soul/R&B Band/Duo/Group      | New Edition                            | Fugees TLC                                                 |
| Favorite Soul/R&B Album               | Toni Braxton – Secrets                 | Mariah Carey – Daydream Keith Sweat – Keith Sweat          |
| Favorite Soul/R&B New Artist          | D’Angelo                               | Deborah Cox Tony Rich Project                              |
| Country Category                      |                                        |                                                            |
| Favorite Country Male Artist          | Garth Brooks                           | Alan Jackson George Strait                                 |
| Favorite Country Female Artist        | Shania Twain                           | Faith Hill Wynonna                                         |
| Favorite Country Band/Duo/Group       | Brooks & Dunn                          | BlackHawk The Mavericks                                    |
| Favorite Country Album                | George Strait – Blue Clear Sky         | Garth Brooks – Fresh Horses Shania Twain – The Woman in Me |
| Favorite Country New Artist           | LeAnn Rimes                            | Terri Clark Mindy McCready                                 |
| Adult Contemporary Category           |                                        |                                                            |
| Favorite Adult Contemporary Artist    | Whitney Houston                        | Mariah Carey Celine Dion                                   |
| Alternative Category                  |                                        |                                                            |
| Favorite Alternative Artist           | The Smashing Pumpkins                  | Bush Stone Temple Pilots                                   |
| Heavy Metal/Hard Rock Category        |                                        |                                                            |
| Favorite Heavy Metal/Hard Rock Artist | Metallica                              | The Smashing Pumpkins Stone Temple Pilots                  |
| Rap/Hip-Hop Category                  |                                        |                                                            |
| Favorite Rap/Hip-Hop Artist           | 2Pac                                   | Bone Thugs-N-Harmony Coolio                                |
| Soundtrack Category                   |                                        |                                                            |
| Favorite Soundtrack                   | Waiting to Exhale                      | The Nutty Professor The Crow: City of Angels               |
| Merit                                 |                                        |                                                            |
| Little Richard                        |                                        |                                                            |
| International Artist Award            |                                        |                                                            |
| Bee Gees                              |                                        |                                                            |

## Auftritte
| Künstler       | Lied(er)                                                        |
| -------------- | --------------------------------------------------------------- |
| Toni Braxton   | Un-Break My Heart (Soul Hex Anthem Vocal) You’re Makin’ Me High |
| Brooks & Dunn  | A Man This Lonely                                               |
| Bush           | Greedy Fly                                                      |
| Alan Jackson   | Everything I Love                                               |
| Little Richard | Good Golly Miss Molly                                           |
| Metallica      | King Nothing                                                    |
| Mötley Crüe    | Shout at the Devil                                              |
| Nas            | Street Dreams If I Ruled The World (Imagine That)               |
| New Edition    | I'm Still in Love with You                                      |
| LeAnn Rimes    | Unchained Melody                                                |
| Rod Stewart    | If We Fall In Love Tonight                                      |
| Keith Sweat    | Nobody                                                          |